# ۸۲۸ (قمری)
۸۲۸ (قمری)، هشتصد و بیست و هشتمین سال در گاهشماری هجری قمری است. اول محرم این سال برابر با دوم دسامبر سال ۱۴۲۴ میلادی است.

## وابسته
- اوزون حسن
- عبیدالله احرار